# Matt Madden

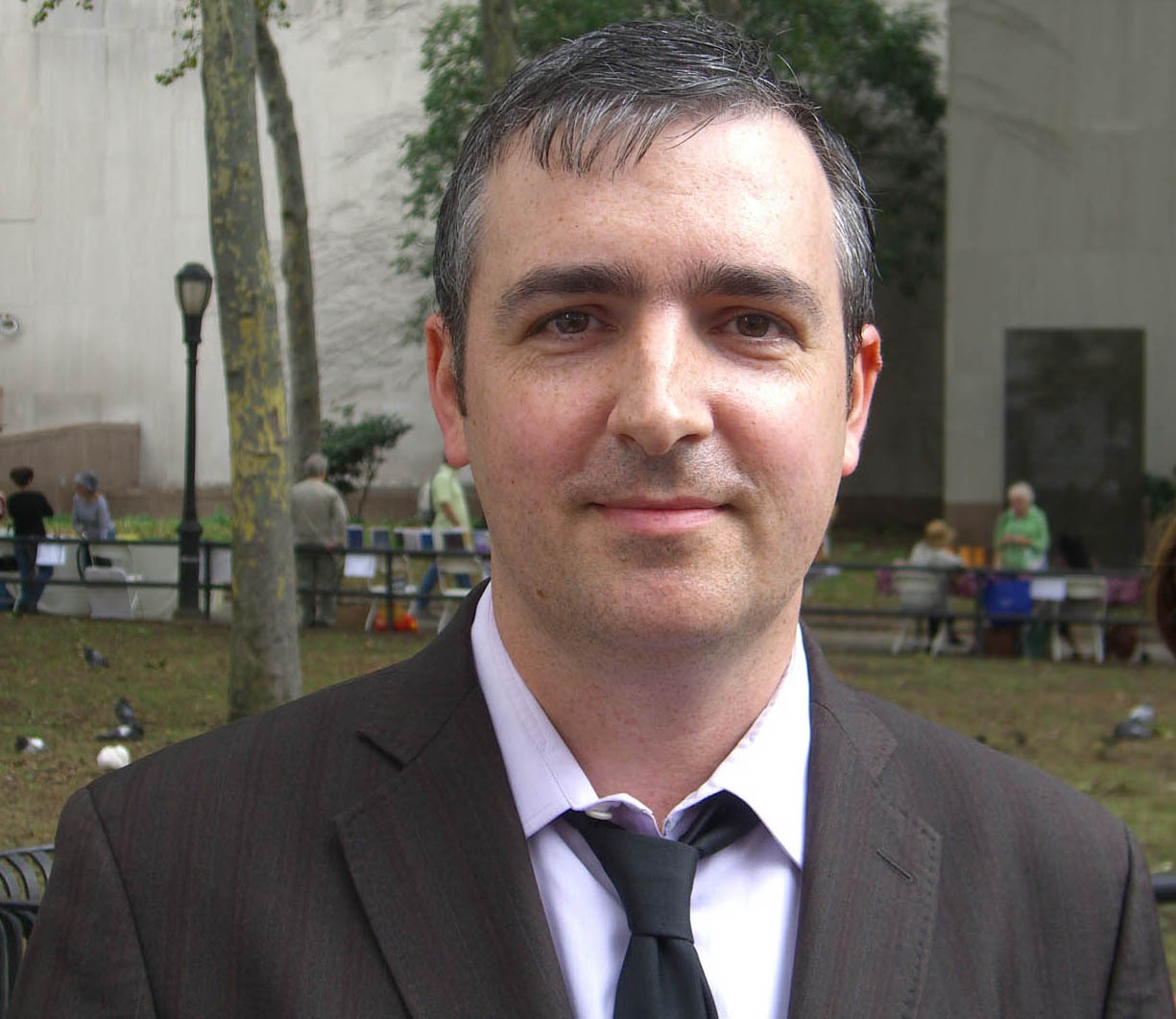
Matt Madden 2009

Matt Madden (* 8. Mai 1968 in New York City) ist ein US-amerikanischer Comiczeichner. Sein Experimentalcomic 99 Ways to Tell a Story: Exercises in Style basiert auf Raymond Queneaus Stilübungen. Madden unterrichtet Illustration an der School of Visual Arts in Yale.

## Biographie
Madden publizierte zunächst Minicomics in Ann Arbor, Michigan. Er war Mitherausgeber der Anthologie 5 O'Clock Shadow.  Nachdem einige seiner kürzeren Arbeiten in Anthologien erschienen waren, folgte Maddens erster Band, Black Candy, 1998 bei Black Eye Books. In den 1990er Jahren schrieb Madden für The Comics Journal und andere Publikationen. Seine Graphic Novel Odds Off erschien bei Highwater Books. In den späten 1990er Jahren lebte er in Mexiko, ein Thema, das auch in seinen Arbeiten auftaucht. Heute lebt er mit seiner Frau, der Comiczeichnerin Jessica Abel in Brooklyn, New York.

## Bibliographie
- Black Candy (Black Eye Books, 1998) ISBN 9780969887461
- Odds off, or, L'amour foutu (Highwater Books, 2001) ISBN 9780966536393
- A Fine Mess 2 issues (Alternative Comics, 2002–2004)
- 99 Ways to Tell a Story: Exercises in Style (Chamberlain Bros., 2005) ISBN 9781596090781
- Drawing Words and Writing Pictures (mit Jessica Abel), (First Second, 2008) ISBN 978-1596431317